# 147th Attack Wing

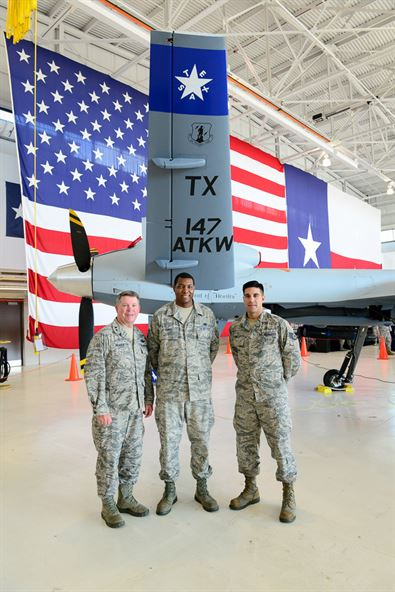
Tre avieri davanti alla coda di un MQ-9 Reaper dello stormo

Il 147th Attack Wing è uno Stormo d'attacco della Texas Air National Guard. Riporta direttamente all'Air Combat Command quando attivato per il servizio federale. 
Il suo quartier generale è situato presso la Ellington Field Joint Reserve Base, Texas.

## Organizzazione
Attualmente, al settembre 2017, esso controlla:
- 147th Operations Group, codice visivo di coda TX, striscia di coda blu con stella bianca
  - 147th Operations Support Squadron
  -  111th Attack Squadron - Equipaggiato con MQ-9 Reaper
  - 147th Air Support Operations Squadron
- 147th Maintenance Squadron
- 147th Mission Support Group
  - 147th Civil Engineer Squadron
  - 147th Communications Flight
  - 147th Logistics Readiness Squadron
  - 147th Mission Support Flight
  - 147th Security Forces Squadron
  - 147th Services Flight
- 147th Medical Group